# ماهی (فیلم)
ماهی فیلمی به کارگردانی و نویسندگی کامبوزیا پرتوی ساختهٔ سال ۱۳۶۶ است. 

## بازیگران
- عطاءالله زاهد
- محبوبه بیات
- اعظم قشقایی
- حسن شجاع
- احمد پژمان
- نصراله تنباکویی
- علی مرادی
- حسن نوری
- حمیدرضا مرادی
- غزل شاکری

## جوایز
- جایزه گریفون برنزی یادبود دومنیکو مکولی جشنواره فیلم جیفونی ۱۹۹۱
- مدال طلای شهر جیفونی جشنواره فیلم جیفونی ۱۹۹۱
- جایزه بهترین فیلم جشنواره بین‌المللی فیلم کودکان بوگوتا ۱۹۹۱
- پروانه زرین بهترین فیلم جشنواره بین‌المللی فیلم‌های کودکان و نوجوانان ۱۳۶۷